# Tito Strozzi
Tito Strozzi (Zagreb, 14. listopada 1892. – Zagreb, 23. ožujka 1970.) bio je hrvatski glumac, redatelj, pisac i prevoditelj.

## Životopis
Filozofski fakultet i Akademiju za glumačku umjetnost i pjevanje studirao je u Beču. Od 1919. godine član je HNK, a glumio je u drami, komediji i opereti. Njegove briljantne kreacije Krležinih junaka, klasičnih heroja i salonskih umjetnika drže se antologijskima, a režije obuhvaćaju najširi repertoar hrvatskih i stranih autora. 
Bavio se i filmom improvizirajući klavirsku pratnju za nijeme filmove, a osniva i filmska poduzeća (Jugoslavija film d.d., Strozzi film), te glumi u više filmova ("Brišem i sudim", "U lavljem kavezu", Dvorovi u samoći, "Karolina riječka", "Pod sumnjom", "Tri Ane"). Autor je niza proznih djela, eseja, osvrta u dnevnom tisku i kazališnih komada ("Alenka",  "Ecce homo", "Zrinski", "Gaj", "Kameleoni", "Tomislav", "Umorstvo na pozornici"), a poznati su i njegovi prijevodi klasičnih djela svjetske dramske i druge literature (npr. Goetheov "Faust"). 
Istaknuo se pedagoškim radom i pokretanjem dječjih emisija na zagrebačkoj radiopostaji, a pokretao je i časopise (Rampa) i dramsku biblioteku (Scena).
Bio je u braku s Ljubicom Oblak, u kojemu je rođena kći koja živi u Sjedinjenim Državama i nije nastavila kazališnim putem svojih roditelja. U braku s Elizom Gerner rodila se kći Maja, koja je postala kardiologinja, a njena kći Dora Fišter nastavila je teatarsku tradiciju.

## Nagrada Tito Strozzi
Godine 1993. je utemeljena kazališna nagrada koja nosi njegovo ime, a dodjeljuje ju se za najbolje pojedinačno ostvarenje u zagrebačkom HNK-u u protekloj sezoni. 

## Vanjske poveznice
- Tito Strozzi  Arhivirana inačica izvorne stranice od 4. ožujka 2016. (Wayback Machine)
- Večernji list[neaktivna poveznica] Alma Prica ovogodišnja dobitnica nagrade Tito Strozzi